# Dámaso Alfonso
Dámaso Alfonso (Dámaso Luis Alfonso Reyes; * 11. Dezember 1951 in Matanzas) ist ein ehemaliger kubanischer Hürdenläufer und Sprinter.
1975 gewann er bei den Panamerikanischen Spielen in Mexiko-Stadt Bronze über 400 m Hürden und Silber in der 4-mal-400-Meter-Staffel.
Bei den Olympischen Spielen 1976 in Montreal wurde er jeweils Siebter über 400 m Hürden und in der 4-mal-400-Meter-Staffel. 
1977 siegte er über 400 m Hürden bei den Leichtathletik-Zentralamerika- und Karibikmeisterschaften und wurde Siebter beim Leichtathletik-Weltcup in Düsseldorf.

## Persönliche Bestzeiten
- 400 m: 46,5 s, 1976
- 400 m Hürden: 49,84 s, 24. Juli 1976, Montreal